# ذي مهنة (صبر الموادم)

تعديل مصدري - تعديل

ذي مهنه  هي إحدى قرى مديرية صبر الموادم بمحافظة تعز اليمنية، بلغ تعداد سكانها 563 نسمة حسب التعداد السكاني في اليمن في 2004.